# Druckne sjömannen
Druckne sjömannen (Quisqualis indica) är en växt i qvisqvalissläktet som förekommer i södra Asien och östra Afrika. Arten odlas idag i alla tropiska regioner som prydnadsväxt och i kalla regioner finns den som krukväxt. Arten som även benämns Combretum indicum är en tvåhjärtbladig växtart som först beskrevs av Carl von Linné, och fick sitt nu gällande namn av C. C. H. Jongkind. Combretum indicum ingår i släktet Combretum och familjen Combretaceae. Inga underarter finns listade i Catalogue of Life.

## Beskrivning
Druckne sjömannen är en klätterväxt som blir 2,5 till 8 meter hög. På kvistarna finns gula hår. Bladen är ovala och har en längd av 5 till 18 cm respektive en bredd av 2,5 till 7 cm. Bladen sitter på en 5 till 9 mm lång stjälk. Blomman skiftar i början mellan vit och gul och blir senare rosa till röd.
Den elliptiska frukten blir 30 till 35 mm lång och har först en röd färg som ändrar sig senare till grönsvart eller brun. Smaken kan jämföras med mandel.

## Utbredning och habitat
Växtens ursprungliga levnadsområde ligger i regioner lägre än 1 500 meter över havet i Kina, Bangladesh, Myanmar, Indien, Indonesien, Kambodja, Laos, Malaysia, Nepal, Pakistan, Papua Nya Guinea, Singapore, Sri Lanka, Thailand, Vietnam, vid Afrikas östra kustlinje, Filippinerna samt på flera mindre öar i Indiska oceanen och Stilla havet. Arten hittas där i buskmark, regnskogar, odlade skogar och längs floder.

## Användning
Druckne sjömannen används i den traditionella asiatiska medicinen. Frukterna ska hjälpa mot maskar och bladen brukas för att lindra värk. Att vissa ämnen från växten har en läkande effekt på tumörceller bekräftades 2008 av ett tyskt forskarlag.

## Bildgalleri

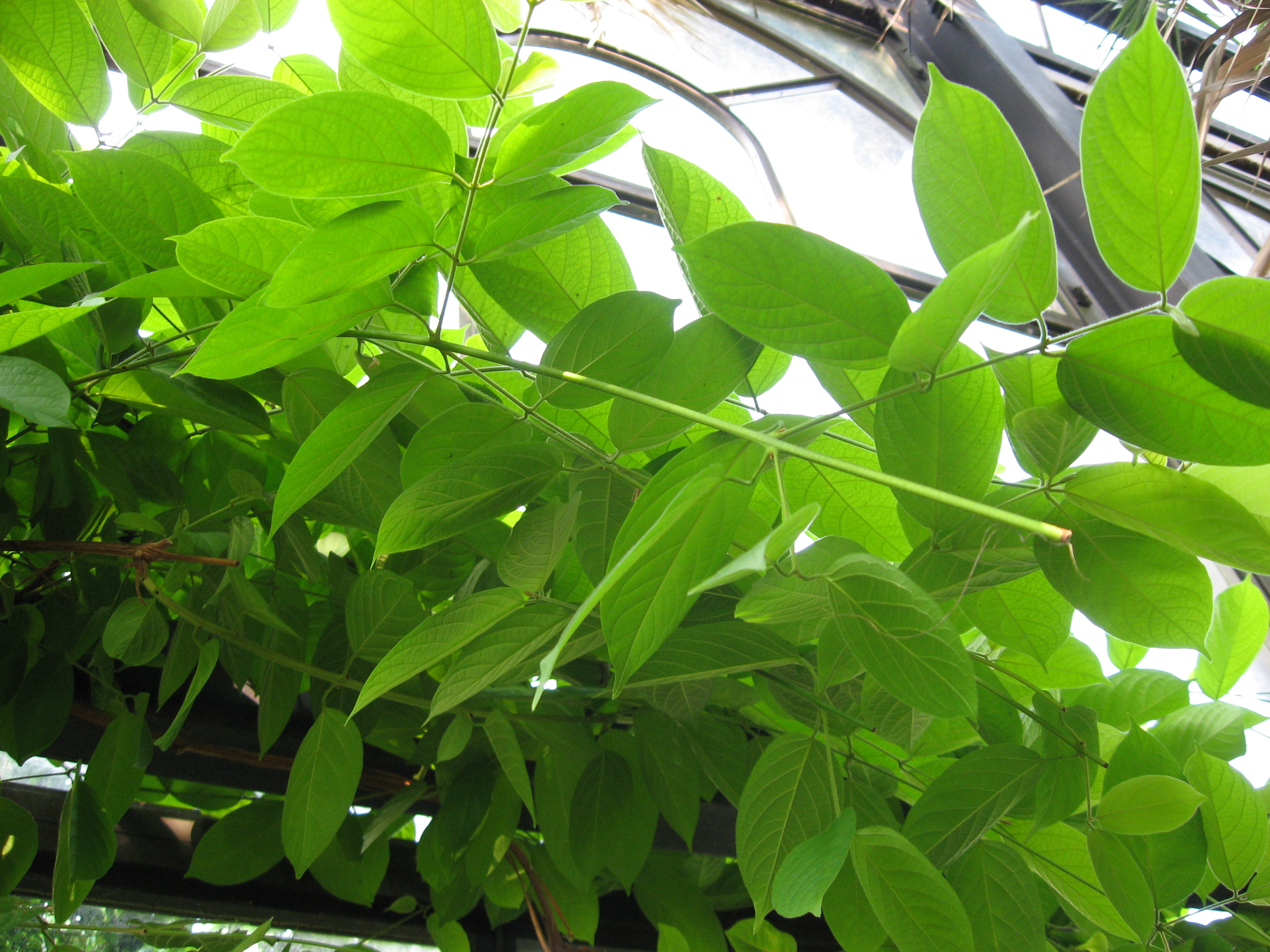